# Jorge Villamil
Jorge Augusto Villamil Cordovez ODB (Neiva, 6 de junio de 1929 - Bogotá, 28 de febrero de 2010), fue un compositor y médico traumatólogo colombiano.

## Biografía
Jorge Villamil nació en la "Hacienda del Cedral" en Neiva. Estudió en Garzón, donde pasó a la escuela elemental y en Bogotá en el Colegio Antonio Nariño , donde concluyó el bachillerato. Posteriormente se graduó como médico ortopedista y traumatólogo en la Pontificia Universidad Javeriana en 1958. Inició su carrera de compositor, mientras trabajó para el Instituto Colombiano de Seguros Sociales hasta 1976, durante la cual escribió más de 200 canciones, que en su mayoría fueron resultado de su devoción y gratitud hacia el departamento del Huila, así como a los paisajes naturales y románticos. 
Durante varios años se desempeñó como director de "SAYCO" (Sociedad de Autores y Compositores Colombianos), entidad en la que desarrolló una importante labor en favor de los autores y compositores colombianos.
Recibió una Palma de Oro en Hollywood, y el título de Compositor de las Américas y el Mundo Latino entregado en 1979 por la APE de Nueva York. En el 2009, a los 80 años, recibió un reconocimiento especial entre los maestros vivos de la música colombiana, que le otorgó el Ministerio de Cultura de Colombia.
Momentos antes de morir, el 28 de febrero de 2010, le pidió a su hijo, el periodista Jorge Villamil Ospina, que su cuerpo no fuera llevado al Capitolio Nacional y que su funeral se hiciera con discreción, sin ninguna clase de boato oficial u oportunismo político. Falleció a las 10 de la noche en su residencia de la ciudad de Bogotá.
"Colombia ha recibido una triste noticia: la partida final, el fallecimiento del maestro Jorge Villamil Cordovez, el guardián del patrimonio cultural de la Nación", lamentó el presidente de ese momento Álvaro Uribe en un mensaje de condolencias y señaló "que en el país hoy rendimos homenaje a la memoria de un gigante de la cultura y el arte de la patria" y "en nombre del Gobierno y de todos sus compatriotas, quienes tanto lo admiran y lo aman, expresamos nuestras sentidas condolencias a sus familiares, a sus amigos y a quienes fueron sus más cercanos compañeros de labores artísticas". Del mismo modo, La ministra de Cultura de esa época, Paula Marcela Moreno, por su parte, lamentó igualmente el deceso, y consideró que su legado musical "es un reflejo del sentir y de la identidad de nuestra nación" y resaltó que Villamil también se destacó "por su lucha en favor de los derechos de los compositores y músicos colombianos", que las canciones de Villamil "perdurarán a través del tiempo" y que el talento del compositor "trascendió las fronteras del país y que sus composiciones constituyen uno de los mejores momentos de la música del interior del país"

## Obras
Su música, que está calculada en más de 200 composiciones, Entre ellas están las que lo dieron a conocer cuando fueron grabadas por Garzón y Collazos:Los Guaduales, Espumas (con la que se dio a conocer a nivel internacional en 1962), Los Remansos, Llorando por amor, Me Llevarás en Ti El Barcino, Luna Roja, Oropel y Llamarada entre otros, que fueron también las más interpretadas y grabadas por artistas y cantantes nacionales e internacionales, que han usado sus canciones en mariachis, grupos de cuerda y hasta en sinfónicas, como la de Tokio.
Su pasillo 'Espumas', de 1962, grabado primero por Los Tolimenses sin mucha trascendencia y posteriormente con los arreglos y voces de Garzón y Collazos, se convirtió en la canción más importante del año y fue la pieza responsable de proyectarlo internacionalmente. En su historia musical recibió múltiples reconocimientos, entre ellos cinco discos de oro y varias condecoraciones entregadas por los Gobiernos de Chile, México, Puerto Rico y la Unión Soviética. También fue uno de los más interpretados por cantantes y orquestas del mundo. Entre ellos se destacan Javier Solís, Flor Silvestre, Alejandro Fernández, Pedro Fernández, Vicente Fernández, Luis Miguel, Cristian Castro, Lola Beltrán, Chavela Vargas, Olimpo Cárdenas, Soraya, Paul Mauriat, Frank Pourcel, Felipe Pirela, entre otros. 
En Colombia los artistas que interpretaron sus obras fueron Garzón y Collazos, quienes lo lanzaron a la fama y el reconocimiento, el dueto Silva y Villalba, Los Hermanos Martínez, Isadora, Helenita Vargas, Los Tolimenses, Arnulfo Briceño, Valeriano Lanchas, Juan Carlos Coronel, Alci Acosta, Claudia de Colombia, Lucho Bermúdez, Pacho Galán, Soraya, Los Hermanos Tejada, y muchos grupos, corales, vocalistas que reprodujeron las creaciones del maestro Villamil. Sin embargo, como en su primera etapa fue contratado en exclusiva por Sonolux y Garzón y Collazos para escribir para el dueto, prácticamente no se hicieron conocidos los temas que primero no grabó este dueto, ni temas después de los años 70. 
En México, su canción Llamarada fue un éxito radial en voz de Manolo Muñoz, quien la interpretó en 1976, logrando ese año estar en los primeros sitios de popularidad en Centroamérica y Sudamérica. Esta interpretación es considerada como el más grande éxito de Manolo Muñoz.
Su obra más polémica fue el famoso tema El Barcino, en el cual su letra hace referencia a la guerrilla colombiana de las FARC-EP y su comandante Manuel Marulanda Vélez, más conocido como "Tirofijo". pese a que distintos expertos señalan que esto no se debe considerar como una canción que hace apología al delito y el terrorismo, ya que trata de una ilustración de un pasaje de la historia colombiana y en especial la región del Huila y el Caquetá, ya que habla de las regiones del Pato y el Guayabero, terreno que se ubica en los límites de estos dos departamentos.